# 橘みれい
橘 みれい（たちばな みれい、5月22日 - 2015年12月28日）は、日本の小説家。双子座。血液型はA型。東京都在住。別名義、嶋田純子（しまだ じゅんこ）。なお講談社X文庫ホワイトハートにおけるデビュー時のみ、観月晶子のペンネームを用いていた。
1992年デビュー。ファンタジー、伝奇、時代もの等のジャンルを手がける。小説の他にも、ノベライズ、漫画原作、ラジオ・CDドラマ脚本、企画記事監修など幅広く活躍中。
主な著作には『鏡花あやかし秘帖』シリーズ、『平安京伝奇』シリーズなど。ノベライズでは『東京アンダーグラウンド』、『夢喰見聞』、『スイートドラゴン』などがある。
2016年9月15日に出版された「鏡花あやかし秘帖 月」にて2015年12月28日に逝去した事が発表された。

## 作品リスト
- 星月夜の宴―平安京伝奇 / 画・今市子
- 花影の刻―平安京伝奇 / 画・今市子
- 宵闇の鎮魂歌―平安京伝奇 / 画・今市子
- 幽冥の館―鏡花あやかし秘帖 / 画・今市子
- 夜叉の恋路―鏡花あやかし秘帖 / 画・今市子
- からくり仕掛けの蝶々―鏡花あやかし秘帖 / 画・今市子
- 手毬唄が聞こえる―鏡花あやかし秘帖
- 鹿鳴館の魔女―鏡花あやかし秘帖
- 神々の封印―妖美竜神伝3
- 霊剣伝説―妖美竜神伝2
- 闇の王統―妖美竜神伝1
- 神魔の宮殿―セリンディア物語3
- 薔薇の舞姫―セリンディア物語2
- 宿命の二連星―セリンディア物語1
- 霊都魔精変―風の末裔3
- 戸隠無幻行―風の末裔2
- 山城国怨霊奇談―風の末裔1
- 天使は血の香り―超香師
- 星影の城
- 花に抱かれて
- 彼の甘い指
- 月と薔薇のノクターン
- 妖しの糸運命の月
- 華焔
- 水月宮
- 異神の杜
- 玻璃の柩
- 彼の甘い指
- NEO忍者伝シークレットヴァーサス
- 長い夜の贈りもの―ホラーアンソロジー（著者：西条公威,月枝見海,嶋田純子,東司麻里,画:珠黎皐夕）

他